# Upper West Region
Koordinaten: 10° 30′ N, 2° 0′ W
Die Upper West Region (dt. „Obere Westregion“) ist eine Region Ghanas mit der Hauptstadt Wa.

## Geografie
Die Region liegt im Nordwesten des Landes und grenzt im Norden und Westen an Burkina Faso, im Süden an die Savannah Region und im Osten an die North East Region und die Upper East Region.

## Einwohnerentwicklung
| Zensusjahr | Einwohnerzahl |
| ---------- | ------------- |
| 1960       | 288.706       |
| 1970       | 319.865       |
| 1984       | 438.008       |
| 2000       | 576.583       |
| 2010       | 702.110       |

## Administrative Gliederung

Distrikte der Region Upper West (2012)

Die Region gliedert sich in elf Distrikte:
| Distrikt               | Hauptort  |
| ---------------------- | --------- |
| Daffiama Bussie Issa   | Issa      |
| Jirapa Municipal       | Jirapa    |
| Lambussie Karni        | Lambussie |
| Lawra Municipal        | Lawra     |
| Nadowli Kaleo          | Nadowli   |
| Nandom Municipal       | Nandom    |
| Sissala East Municipal | Tumu      |
| Sissala West           | Gwollu    |
| Wa East                | Funsi     |
| Wa Municipal           | Wa        |
| Wa West                | Wechiau   |